# Rafael Naranjo
Rafael Naranjo (Caracas, 6 de junio de 1943) es un exfutbolista venezolano de ascendencia española. Jugó en seis partidos para la selección de fútbol de Venezuela entre 1967 y 1969. También formó parte de la escuadra de Venezuela para el Campeonato Sudamericano de 1967. Jugaba como lateral izquierdo.

## Clubes

### Juvenil
| Club                   | País   | Año  |
| ---------------------- | ------ | ---- |
| Valladolid Juvenil "A" | España | 1961 |

### Profesional
| Club               | País      | Año       |
| ------------------ | --------- | --------- |
| Cádiz "B" (cedido) | España    | 1962      |
| Europa Delicias    | España    | 1962      |
| Palencia (cedido)  | España    | 1963      |
| Europa Delicias    | España    | 1963      |
| Lara               | Venezuela | 1964-1967 |
| Deportivo Galicia  | Venezuela | 1967-1974 |
| Anzoátegui         | Venezuela | 1974-1976 |